# Catherine McAuley
Catherine Elizabeth McAuley  (Stormanstown House, Dublín, Irlanda, 29 de setembre de 1778 - Dublín, 11 de novembre de 1841) fou una monja irlandesa, fundadora de la congregació de les Germanes de la Misericòrdia en 1831. Ha estat proclamada venerable per l'Església catòlica.

## Biografia
Catherine McAuley era filla de James i Elinor Conway. En 1783 va morir el pare i la seva vídua, dissoluta i amant de la vida mundana, va malbaratar la fortuna familiar, morint en 1798. La petita Catherina anà a viure amb un oncle, Owen Conway, i els seus dos germans foren adoptats per una parella protestant. L'oncle, però, no va poder mantenir-la i fou confiada a un matrimoni de quàquers, William i Catherine Callaghan, parents llunyans, que s'havien fet rics a l'Índia i n'havien tornat.
Quan els Callaghan moriren sense fills, Catherine fou l'hereva d'una gran fortuna, als 48 anys, va emprar-la en una institució per acollir dones i nens sense llar i atendre'ls i educar-los. Hi obrí una escola femenina gratuïta a la Coolock House i el 24 de setembre de 1827 obrí la House of Mercy o Casa de Misericòrdia a Baggot Street (Dublin). No volia, de fet, fundar una congregació religiosa, però l'Església no donava suport a les associacions de dones laiques que treballaven amb independència de la jerarquia catòlica. El director espiritual de McAuley, Michel Blakel, li va aconsellar, en 1830, que convertís la seva institució en un institut de perfecció catòlic.
Catherine i dues dones més es formaren amb les Germanes de la Presentació per preparar-se per a la vida com a religioses i en un any professaren els vots i tornaren a la House of Mercy: la comunitat es considera fundada llavors, el 12 de desembre de 1831.
En deu anys, la Germana Mary Catherine va fundar dotze comunitats més a Irlanda i dues a Anglaterra. Quan va morir, hi havia 150 Germanes de la Misericòrdia, i aviat n'hi hagué a Amèrica i Austràlia. El caràcter autònom de cada casa, que no depenia de cap altra ni d'un govern centralitzat, però que compartia regla i carisma amb les altres, en facilità la difusió, ja que els bisbes americans i australians, que necessitaven personal per a escoles i hospitals, preferien religiosos que no depenguessin d'una autoritat externa.
Va morir l'11 de novembre de 1841 a la House of Mercy de Baggot Street.

## Veneració
En 1978 s'inicià la causa de beatificació de Catherine McAuley, oberta per Pau VI, i en 1990 el papa Joan Pau II en reconegué les virtuts heroiques, declarant-la Venerable.